# Klaus-Dieter Seehaus
Klaus-Dieter Seehaus (6. října 1942 Hagen – 10. února 1996 Rostock) byl východoněmecký fotbalista, záložník.

## Fotbalová kariéra
Ve východoněmecké oberlize hrál za FC Hansa Rostock, nastoupil ve 269 ligových utkáních a dal 4 góly. Ve Veletržním poháru nastoupil v 8 utkáních. Reprezentoval Německo na LOH 1964 v Tokiu, nastoupil v utkání proti Mexiku a získal s týmem bronzové medaile za 3. místo. Za východoněmeckou fotbalovou reprezentaci nastoupil v letech 1963–1969 v 10 utkáních.

## Ligová bilance
| Ročník          | Zápasy | Góly |                  |
| --------------- | ------ | ---- | ---------------- |
| I. liga 1961/62 | 9      | 0    | Empor Rostock    |
| I. liga 1962/63 | 18     | 0    | Empor Rostock    |
| I. liga 1963/64 | 19     | 1    | Empor Rostock    |
| I. liga 1964/65 | 26     | 0    | Empor Rostock    |
| I. liga 1965/66 | 26     | 0    | FC Hansa Rostock |
| I. liga 1966/67 | 26     | 3    | FC Hansa Rostock |
| I. liga 1967/68 | 23     | 0    | FC Hansa Rostock |
| I. liga 1968/69 | 26     | 0    | FC Hansa Rostock |
| I. liga 1969/70 | 22     | 0    | FC Hansa Rostock |
| I. liga 1970/71 | 23     | 0    | FC Hansa Rostock |
| I. liga 1971/72 | 17     | 0    | FC Hansa Rostock |
| I. liga 1972/73 | 26     | 0    | FC Hansa Rostock |
| I. liga 1973/74 | 8      | 0    | FC Hansa Rostock |
| CELKEM I. liga  | 269    | 4    |                  |